# Campeonato Gaúcho de Futebol de 2011 - Série A
O Campeonato Gaúcho de Futebol de 2011, oficialmente denominado Gauchão Coca-Cola por motivos de patrocínio, é a 91ª edição da competição organizada pela Federação Gaúcha de Futebol.
A disputa envolve dezesseis clubes distribuídos em duas chaves. A competição foi organizada em dois turnos: Taça Piratini e Taça Farroupilha. O vencedor de cada turno garantiu vaga na final da competição, que é disputada em dois jogos, sendo a segunda partida no estádio do time com melhor campanha. Caso a mesma equipe vencesse os dois turnos, seria proclamada Campeã Gaúcha de 2011, sem a necessidade das partidas finais.
O campeão e o vice da competição se classificam para a Copa do Brasil 2012 e a terceira vaga no Rio Grande do Sul será destinada ao vencedor da Copa FGF. Além disso, as duas melhores equipes que não estiverem em nenhuma outra divisão nacional se classificam para a Série D de 2011.
Cruzeiro de Porto Alegre e Lajeadense, respectivamente campeão e vice-campeão da Segundona Gaúcha de 2010 se reintegram a elite do Futebol Gaúcho no lugar de Esportivo e Avenida, rebaixados em 2010.

## Participantes
| Equipe                                          | Região                         | Município         | Participação | Em 2010         | Estádio                     | Capacidade | Melhores desempenhos                                    |
| ----------------------------------------------- | ------------------------------ | ----------------- | ------------ | --------------- | --------------------------- | ---------- | ------------------------------------------------------- |
| Canoas Sport Club                               | Metropolitana de Porto Alegre  | Canoas            | 8ª           | 11º             | Complexo Esportivo da Ulbra | 10.000     | Vice-campeão em 2004*                                   |
| Sociedade Esportiva e Recreativa Caxias do Sul  | Nordeste Rio-Grandense         | Caxias do Sul     | 50ª          | 3º lugar        | Centenário                  | 30.822     | Campeão em 2000                                         |
| Esporte Clube Cruzeiro                          | Metropolitana de Porto Alegre  | Porto Alegre      | 16ª          | 1º da (2ª-2010) | Estrelão                    | 1.500      | Campeão em 1929                                         |
| Grêmio Foot-Ball Porto-Alegrense                | Metropolitana de Porto Alegre  | Porto Alegre      | 69ª          | Campeão         | Olímpico                    | 45.000     | 36 títulos, último em 2010.                             |
| Esporte Clube Internacional                     | Centro Ocidental Rio-Grandense | Santa Maria       | 36ª          | 9º              | Presidente Vargas           | 12.000     | 3º lugar em 1980, 1981 e 2008                           |
| Sport Club Internacional                        | Metropolitana de Porto Alegre  | Porto Alegre      | 67ª          | Vice-campeão    | Beira-Rio                   | 56.000     | 39 títulos, último em 2009                              |
| Esporte Clube Juventude                         | Nordeste Rio-Grandense         | Caxias do Sul     | 49ª          | 13º             | Alfredo Jaconi              | 23.726     | Campeão em 1998                                         |
| Clube Esportivo Lajeadense                      | Centro Oriental Rio-Grandense  | Lajeado           | 16ª          | 2º da (2ª-2010) | Florestal                   | 5.000      | 4º lugar em 1991                                        |
| Esporte Clube Novo Hamburgo                     | Metropolitana de Porto Alegre  | Novo Hamburgo     | 60ª          | 8º              | Estádio do Vale             | 6.000      | Vice-campeão em 1942**, 1947**, 1949**, 1950** e 1952** |
| Esporte Clube Pelotas                           | Sudeste Rio-Grandense          | Pelotas           | 50ª          | 6º              | Boca do Lobo                | 23.336     | Campeão em 1930                                         |
| Porto Alegre Futebol Clube                      | Metropolitana de Porto Alegre  | Porto Alegre      | 2ª           | 14º             | João da Silva Moreira***    | 500        | 14º em 2010                                             |
| Futebol Clube Santa Cruz                        | Centro Oriental Rio-Grandense  | Santa Cruz do Sul | 42ª          | 10º             | Estádio dos Plátanos        | 4.000      | 4º lugar em 1988                                        |
| Esporte Clube São José                          | Metropolitana de Porto Alegre  | Porto Alegre      | 27ª          | 4º lugar        | Passo D'Areia               | 9.000      | 4º lugar em 2010                                        |
| Esporte Clube São Luiz                          | Noroeste Rio-Grandense         | Ijuí              | 23ª          | 7º              | 19 de Outubro               | 6.000      | 7º em 1998 e 2010                                       |
| Veranópolis Esporte Clube Recreativo e Cultural | Nordeste Rio-Grandense         | Veranópolis       | 18ª          | 5º              | Antônio David Farina        | 5.000      | 3º lugar em 1998 e 2007                                 |
| Ypiranga Futebol Clube                          | Noroeste Rio-Grandense         | Erechim           | 23ª          | 12º             | Colosso da Lagoa            | 30.000     | 3º lugar em 1994 e 2009                                 |

- * Com o nome de Sport Club Ulbra.
- ** Com o nome de Esporte Clube Floriano.
- *** Mandará alguns jogos

no Complexo Esportivo da Ulbra.

## Fórmula
Os 16 clubes participantes vão ser divididos em dois grupos.
Na Taça Piratini, correspondente ao Primeiro Turno, os times jogam contra os adversários do outro grupo, e os quatro primeiros se classificam para o enfrentamento em jogo único até a final.
Já a Taça Farroupilha, que corresponde ao Segundo Turno, as equipes jogam contra os adversários do seu grupo, com os quatro primeiros se classificando para os jogos da etapa seguinte até a decisão, sempre em jogo único.
Os times vencedores das Taças Piratini e Farroupilha fazem dois jogos finais, que definirão o Campeão Gaúcho 2011. O mando de campo do segundo jogo da fase final será da equipe que tenha obtido o melhor retrospecto técnico desde a primeira fase, com exceção dos "mata". Caso o mesmo time ganhe ambas as Taças, este será declarado campeão automaticamente. Os dois últimos colocados na classificação geral serão rebaixados para a Segunda Divisão de 2012, exceto o campeão e o vice-campeão gaúcho, bem como o campeão do interior.

## Primeira fase (Taça Piratini)

### Fase de grupos
| Classificação | Classificação | Classificação | Classificação | Classificação | Classificação | Classificação | Classificação | Classificação | Classificação |
| Time | Time          | PG            | J             | V             | E             | D             | GP            | GC            | SG            |
| --- | ------------- | ------------- | ------------- | ------------- | ------------- | ------------- | ------------- | ------------- | ------------- |
| 1 | Caxias        | 16            | 8             | 5             | 1             | 2             | 13            | 5             | 8             |
| 2 | Internacional | 15            | 8             | 5             | 0             | 3             | 14            | 9             | 5             |
| 3 | São José      | 14            | 8             | 4             | 2             | 2             | 17            | 8             | 9             |
| 4 | Ypiranga      | 14            | 8             | 4             | 2             | 2             | 16            | 13            | 3             |
| 5 | Novo Hamburgo | 13            | 8             | 3             | 4             | 1             | 8             | 4             | 4             |
| 6 | Lajeadense    | 12            | 8             | 3             | 3             | 2             | 16            | 12            | 4             |
| 7 | Canoas        | 9             | 8             | 2             | 3             | 3             | 9             | 10            | -1            |
| 8 | São Luiz      | 7             | 8             | 2             | 1             | 5             | 15            | 16            | -1            |
| PG – Pontos ganhos; J – Jogos; V - Vitórias; E - Empates; D - Derrotas; GP – Gols pró; GC – Gols contra; SG – Saldo de gols |               |               |               |               |               |               |               |               |               |

|  |                                   |
|  | Classificados para a próxima fase |

| Classificação | Classificação    | Classificação | Classificação | Classificação | Classificação | Classificação | Classificação | Classificação | Classificação |
| Time | Time             | PG            | J             | V             | E             | D             | GP            | GC            | SG            |
| --- | ---------------- | ------------- | ------------- | ------------- | ------------- | ------------- | ------------- | ------------- | ------------- |
| 1 | Grêmio           | 17            | 8             | 5             | 2             | 1             | 11            | 8             | 3             |
| 2 | Juventude        | 14            | 8             | 4             | 2             | 2             | 10            | 8             | 2             |
| 3 | Cruzeiro         | 11            | 8             | 3             | 2             | 3             | 10            | 12            | -2            |
| 4 | Veranópolis      | 10            | 8             | 3             | 1             | 4             | 12            | 18            | -6            |
| 5 | Pelotas          | 8             | 8             | 2             | 2             | 4             | 11            | 13            | -2            |
| 6 | Santa Cruz       | 6             | 8             | 1             | 3             | 4             | 6             | 13            | -7            |
| 7 | Internacional-SM | 6             | 8             | 1             | 3             | 4             | 11            | 21            | -10           |
| 8 | Porto Alegre     | 4             | 8             | 1             | 1             | 6             | 6             | 15            | -9            |
| PG – Pontos ganhos; J – Jogos; V - Vitórias; E - Empates; D - Derrotas; GP – Gols pró; GC – Gols contra; SG – Saldo de gols |                  |               |               |               |               |               |               |               |               |

|  |                                   |
|  | Classificados para a próxima fase |

### Fase final
|  | Quartas-de-finais               | Quartas-de-finais           |                           |       | Semifinais | Semifinais |  |  | Final | Final |
|  |                                 |                             |                           |       |            |            |  |  |       |       |
|  | 20 de fevereiro, Olímpico       |                             |                           |       |            |            |  |  |       |       |
|  |                                 |                             |                           |       |            |            |  |  |       |       |
|  | Grêmio                          | 5                           |                           |       |            |            |  |  |       |       |
|  | Grêmio                          | 5                           | 27 de fevereiro, Olímpico |       |            |            |  |  |       |       |
|  | Ypiranga de Erechim             | 0                           |                           |       |            |            |  |  |       |       |
|  | Ypiranga de Erechim             | 0                           | Grêmio                    | 4     |            |            |  |  |       |       |
|  | 19 de fevereiro, Beira-Rio      |                             | Grêmio                    | 4     |            |            |  |  |       |       |
|  |                                 | Cruzeiro-RS                 | 2                         |       |            |            |  |  |       |       |
|  | Internacional                   | Cruzeiro-RS                 | 2                         | 1 (4) |            |            |  |  |       |       |
|  | Internacional                   |                             | 9 de março, Olímpico      | 1 (4) |            |            |  |  |       |       |
|  | Cruzeiro-RS                     | 1 (5)                       |                           |       |            |            |  |  |       |       |
|  | Cruzeiro-RS                     | 1 (5)                       | Grêmio                    | 2 (4) |            |            |  |  |       |       |
|  | 20 de fevereiro, Centenário     |                             | Grêmio                    | 2 (4) |            |            |  |  |       |       |
|  |                                 | Caxias                      | 2 (1)                     |       |            |            |  |  |       |       |
|  | Caxias                          | Caxias                      | 2 (1)                     | 1     |            |            |  |  |       |       |
|  | Caxias                          | 27 de fevereiro, Centenário |                           | 1     |            |            |  |  |       |       |
|  | Veranópolis                     | 0                           |                           |       |            |            |  |  |       |       |
|  | Veranópolis                     | 0                           | Caxias                    | 1 (2) |            |            |  |  |       |       |
|  | 19 de fevereiro, Alfredo Jaconi |                             | Caxias                    | 1 (2) |            |            |  |  |       |       |
|  |                                 | São José-RS                 | 1 (1)                     |       |            |            |  |  |       |       |
|  | Juventude                       | São José-RS                 | 1 (1)                     | 0     |            |            |  |  |       |       |
|  | Juventude                       |                             |                           | 0     |            |            |  |  |       |       |
|  | São José-RS                     | 2                           |                           |       |            |            |  |  |       |       |
|  | São José-RS                     | 2                           |                           |       |            |            |  |  |       |       |

### Premiação
| Taça Piratini de 2011    |
| Porto Alegre             |
| ------------------------ |
| GRÊMIO Campeão 2º título |

## Segunda fase (Taça Farroupilha)

### Fase de grupos
| Classificação | Classificação       | Classificação | Classificação | Classificação | Classificação | Classificação | Classificação | Classificação | Classificação |
| Time | Time                | PG            | J             | V             | E             | D             | GP            | GC            | SG            |
| --- | ------------------- | ------------- | ------------- | ------------- | ------------- | ------------- | ------------- | ------------- | ------------- |
| 1 | Internacional       | 13            | 7             | 3             | 4             | 0             | 15            | 6             | +9            |
| 2 | Ypiranga de Erechim | 10            | 7             | 3             | 1             | 3             | 10            | 12            | -2            |
| 3 | Lajeadense          | 10            | 7             | 2             | 4             | 1             | 10            | 7             | +3            |
| 4 | São Luiz            | 10            | 7             | 2             | 4             | 1             | 8             | 5             | +3            |
| 5 | São José-RS         | 8             | 7             | 2             | 2             | 3             | 11            | 11            | 0             |
| 6 | Novo Hamburgo       | 8             | 7             | 1             | 5             | 1             | 5             | 5             | 0             |
| 7 | Canoas              | 7             | 7             | 2             | 1             | 4             | 11            | 17            | -6            |
| 8 | Caxias              | 6             | 7             | 1             | 3             | 3             | 11            | 18            | -7            |
| PG – Pontos ganhos; J – Jogos; V - Vitórias; E - Empates; D - Derrotas; GP – Gols pró; GC – Gols contra; SG – Saldo de gols |                     |               |               |               |               |               |               |               |               |

|  |                                   |
|  | Classificados para a próxima fase |

| Classificação | Classificação    | Classificação | Classificação | Classificação | Classificação | Classificação | Classificação | Classificação | Classificação |
| Time | Time             | PG            | J             | V             | E             | D             | GP            | GC            | SG            |
| --- | ---------------- | ------------- | ------------- | ------------- | ------------- | ------------- | ------------- | ------------- | ------------- |
| 1 | Cruzeiro         | 15            | 7             | 5             | 0             | 2             | 19            | 6             | +13           |
| 2 | Juventude        | 14            | 7             | 4             | 2             | 1             | 17            | 8             | +9            |
| 3 | Grêmio           | 13            | 7             | 4             | 1             | 2             | 17            | 8             | +9            |
| 4 | Santa Cruz-RS    | 12            | 7             | 3             | 3             | 1             | 10            | 8             | +2            |
| 5 | Pelotas          | 8             | 7             | 2             | 2             | 3             | 10            | 10            | 0             |
| 6 | Veranópolis      | 8             | 7             | 2             | 2             | 3             | 11            | 12            | -1            |
| 7 | Internacional-SM | 3             | 6             | 1             | 0             | 5             | 4             | 21            | -17           |
| 8 | Porto Alegre     | 2             | 6             | 0             | 2             | 4             | 4             | 19            | -15           |
| PG – Pontos ganhos; J – Jogos; V - Vitórias; E - Empates; D - Derrotas; GP – Gols pró; GC – Gols contra; SG – Saldo de gols |                  |               |               |               |               |               |               |               |               |

|  |                                   |
|  | Classificados para a próxima fase |

### Fase final
|  | Quartas-de-finais             | Quartas-de-finais          |                             |       | Semifinais | Semifinais |  |  | Final | Final |
|  |                               |                            |                             |       |            |            |  |  |       |       |
|  | 17 de abril, Alfredo Jaconi   |                            |                             |       |            |            |  |  |       |       |
|  |                               |                            |                             |       |            |            |  |  |       |       |
|  | Juventude                     | 3                          |                             |       |            |            |  |  |       |       |
|  | Juventude                     | 3                          | 24 de abril, Alfredo Jaconi |       |            |            |  |  |       |       |
|  | Lajeadense                    | 0                          |                             |       |            |            |  |  |       |       |
|  | Lajeadense                    | 0                          | Juventude                   | 1     |            |            |  |  |       |       |
|  | 16 de abril, Beia-Rio         |                            | Juventude                   | 1     |            |            |  |  |       |       |
|  |                               | Internacional              | 2                           |       |            |            |  |  |       |       |
|  | Internacional                 | Internacional              | 2                           | 1     |            |            |  |  |       |       |
|  | Internacional                 |                            | 1 de maio, Beira-Rio        | 1     |            |            |  |  |       |       |
|  | Santa Cruz-RS                 | 0                          |                             |       |            |            |  |  |       |       |
|  | Santa Cruz-RS                 | 0                          | Internacional               | 1 (4) |            |            |  |  |       |       |
|  | 16 de abril, Estrelão         |                            | Internacional               | 1 (4) |            |            |  |  |       |       |
|  |                               | Grêmio                     | 1 (2)                       |       |            |            |  |  |       |       |
|  | Cruzeiro-RS                   | Grêmio                     | 1 (2)                       | 2     |            |            |  |  |       |       |
|  | Cruzeiro-RS                   | 23 de abril, Passo D'Areia |                             | 2     |            |            |  |  |       |       |
|  | São Luiz                      | 0                          |                             |       |            |            |  |  |       |       |
|  | São Luiz                      | 0                          | Cruzeiro-RS                 | 2     |            |            |  |  |       |       |
|  | 17 de abril, Colosso da Lagoa |                            | Cruzeiro-RS                 | 2     |            |            |  |  |       |       |
|  |                               | Grêmio                     | 3                           |       |            |            |  |  |       |       |
|  | Ypiranga de Erechim           | Grêmio                     | 3                           | 1 (2) |            |            |  |  |       |       |
|  | Ypiranga de Erechim           |                            |                             | 1 (2) |            |            |  |  |       |       |
|  | Grêmio                        | 1 (4)                      |                             |       |            |            |  |  |       |       |
|  | Grêmio                        | 1 (4)                      |                             |       |            |            |  |  |       |       |

### Premiação
| Taça Farroupilha de 2011        |
| Porto Alegre                    |
| ------------------------------- |
| INTERNACIONAL Campeão 3º título |

Com a conquista, além de receber o troféu da Taça Farroupilha, o Colorado recebeu o "Troféu 100 anos do Esporte Clube Novo Hamburgo", que foi confecionado pelo clube que completa o seu centenário no dia 1º de maio, mesmo dia da data da final da Taça Farroupilha.

## Final
| 8 de maio de 2011 | Internacional                      | 2 – 3  | Grêmio                               | Estádio Beira-Rio                                  |
| 16:00             | Andrezinho 8' · Leandro Damião 81' | Súmula | Júnior Viçosa 39', 87' · Leandro 46' | Público: 37,929 pagantes Árbitro: Jean Pierre Lima |

| 15 de maio de 2011 | Grêmio                 | 2– 3   | Internacional                                          | Estádio Olímpico Monumental                      |
| 16:00              | Lúcio 15' · Borges 80' | Súmula | Leandro Damião 31' · Andrezinho 45' · D'Alessandro 74' | Público: 42,282 pagantes Árbitro: Leandro Vuaden |

|                                                              |       | Penalidades                                                     |  |
| Douglas Willian Magrão Rochemback Lúcio Lins Rodolfo Adílson | 4 – 5 | D'Alessandro Leandro Damião Kléber Oscar Bolatti Nei Zé Roberto |  |

## Premiação
| Campeonato Gaúcho de 2011          |
| Porto Alegre                       |
| ---------------------------------- |
| INTERNACIONAL Campeão (40º título) |

## Campeão do Interior
O Campeão do Interior não poderá ser rebaixado e classificar-se-á à Série D de 2011. Ele será declarado segundo a classificação geral da competição. Esta equipe não poderá ser da dupla Grenal.
| Campeão do Interior            |
| Caxias do Sul                  |
| JUVENTUDE Campeão (15º título) |
| ------------------------------ |

## Artilharia
| Gols | Jogador         | Time          |
| ---- | --------------- | ------------- |
| 17   | Leandro Damião  | Internacional |
| 11   | Paulo Rangel    | Lajeadense    |
| 10   | Lima            | Caxias        |
| 9    | Júlio Madureira | Juventude     |

## Classificação geral
| Time | Time                | PG | J  | V | E | D  | GP | GC | SG  |
| --- | ------------------- | -- | -- | - | - | -- | -- | -- | --- |
| 1 | Internacional       | 28 | 15 | 8 | 4 | 3  | 29 | 15 | 14  |
| 2 | Grêmio              | 30 | 15 | 9 | 3 | 3  | 28 | 16 | 12  |
| 3 | Juventude           | 28 | 15 | 8 | 4 | 3  | 27 | 16 | 11  |
| 4 | Cruzeiro            | 26 | 15 | 8 | 2 | 5  | 29 | 18 | 11  |
| 5 | Ypiranga de Erechim | 24 | 15 | 7 | 3 | 5  | 26 | 25 | 1   |
| 6 | São José-RS         | 22 | 15 | 6 | 4 | 5  | 28 | 19 | 9   |
| 7 | Caxias              | 22 | 15 | 6 | 4 | 5  | 24 | 23 | 1   |
| 8 | Lajeadense          | 22 | 15 | 5 | 7 | 3  | 26 | 19 | 7   |
| 9 | Novo Hamburgo       | 21 | 15 | 4 | 9 | 2  | 13 | 9  | 4   |
| 10 | Veranópolis         | 18 | 15 | 5 | 3 | 7  | 23 | 30 | -7  |
| 11 | Santa Cruz          | 18 | 15 | 4 | 6 | 5  | 16 | 21 | -5  |
| 12 | São Luiz            | 17 | 15 | 4 | 5 | 6  | 23 | 21 | 2   |
| 13 | Pelotas             | 16 | 15 | 4 | 4 | 7  | 21 | 23 | -2  |
| 14 | Canoas              | 16 | 15 | 4 | 4 | 7  | 20 | 27 | -7  |
| 15 | Internacional-SM    | 9  | 14 | 2 | 3 | 9  | 15 | 42 | -27 |
| 16 | Porto Alegre        | 6  | 14 | 1 | 3 | 10 | 10 | 34 | -24 |
| PG – Pontos ganhos; J – Jogos; V - Vitórias; E - Empates; D - Derrotas; GP – Gols pró; GC – Gols contra; SG – Saldo de gols |                     |    |    |   |   |    |    |    |     |

|                  | Disputam a Série A de 2012                                          |
| SC Internacional | Campeão do Gauchão 2011 e classificado para Copa do Brasil de 2012, |
| Grêmio FBPA      | Campeão da Taça Piratini                                            |
| SC Internacional | Campeão da Taça Farroupilha                                         |
| EC Juventude     | Campeão do Interior e classificado para Copa do Brasil de 2012.     |
| EC Cruzeiro      | Classificado para o Campeonato Brasileiro 2011 - Série D.           |
|                  | Rebaixados à Série B de 2012                                        |

Para a classificação geral, são contados apenas pontos das fases de grupos, ignorando, portanto, as fases eliminatórias.
Observação: Grêmio e Internacional já têm vaga garantida no Campeonato Brasileiro - Série A. Caxias já tem vaga garantida no Campeonato Brasileiro - Série C. Juventude já tem vaga garantida no Campeonato Brasileiro - Série D